# زیارتگاه خدیجه خاتون
زیارتگاه خدیجه خاتون مربوط به دوره قاجار است و در شهر میبد، جنوب محله مهرجرد واقع شده و این اثر در تاریخ ۱۵ آذر ۱۳۷۸ با شمارهٔ ثبت ۲۵۲۹ به‌عنوان یکی از آثار ملی ایران به ثبت رسیده است.
امامزاده در بیشتر روزها تعدادی زائر دارد اما در روز پنجشنبه هر هفته چون در کنار پنجشنبه بازار می‌باشد به تعداد زائران افزوده می‌شود
در روز‌های محرم هیئت‌های مذهبی مهرجرد به این امامزاده می آیند. امامزاده خود نیز دارای هیئتی مستقل هست که هرشب به مکانی از محله مهرجرد میرود.